# Borovička
 (février 2016).
Le Borovička (du slovaque : [ˈbɔrɔvitʃka]) est une eau-de-vie de Slovaquie à base de fruits, à l'instar de la pálenka, dont le goût s'apparente à celui du gin et du genièvre. Elle s'obtient à partir de la distillation de ražovica (alcool de grain) infusé de baies de genévrier.

Il existe deux écoles concernant la fabrication de cette boisson dont la teneur en alcool se situe entre 35 % et 55 %. La première consiste à distiller trois fois le moût de grains, puis de les infuser avec les baies de genièvre. La seconde privilégie la cuisson du moût de grains directement avec les baies de genièvre avant d'effectuer une triple distillation. Quelle que soit la fabrication choisie, le Code alimentaire slovaque impose une teneur en alcool minimale de 37.5 %.

## Histoire
Le Borovička tire son nom du mot slovaque pour genévrier, borievka. La naissance du Borovička remonte au XVIe siècle, dans le comté de la monarchie des Habsbourg de Liptov (partie nord de l'actuelle Slovaquie). 

Exporté en grande quantité vers les villes de Vienne et Budapest, c'est un alcool très populaire dans l'Europe de l'Est, notamment en République tchèque. En revanche, les Slovaques se détournent peu à peu vers des alcools différents tels que la vodka.

La plus ancienne marque de Borovička est le Juniper Juniperus Trencin dont la création remonte à 1933. Il est produit dans la première usine de Trenčianska Borovičková, dans le village Istebník. 

## Propriétés organoleptiques
Organoleptique se dit du caractère d'un critère d'un produit pouvant être apprécié par les sens humains.

Le Borovička est un liquide clair, libre de sédiments, dans lequel, traditionnellement, flottent des fruits secs de genévrier ou des brindilles de froment ou de blé.

Considéré comme l'une des boissons nationales de la Slovaquie, le Borovička se consomme comme apéritif agrémenté d'un peu de jus de citron jaune ou vert, d'épices ou de « Schweppes tonic ». Il peut aisément remplacer le gin dans la composition de nombreux cocktails (ex. : Long Island).

## Marque
Cinq marques de Borovička sont protégées dans le cadre des normes de l'Union européenne :
- Spišská borovička ;
- Slovenská borovička Juniperus ;
- Slovenská borovička ;
- Inovecká borovička ;
- Liptovská borovička.

## Remèdes de grand-mères
Le Borovička est un ingrédient récurrent des remèdes de grand-mères slovaques. Il a des vertus détoxifiantes et détruit les champignons intestinaux. Il est également utilisé pour lutter contre la constipation et favoriser la digestion. 

Certaines grand-mères l'appliquent directement sur les dents et les gencives à l'aide d'un coton tige pour atténuer les douleurs dentaires et buccales. Parfois, certaines femmes en consomment afin d'atténuer leurs douleurs menstruelles. 